# Дойлстаун Тауншип (округ Бакс, Пенсільванія)
Дойлстаун Тауншип (англ. Doylestown Township) — селище (англ. township) в США, в окрузі Бакс штату Пенсільванія. Населення — 17 971 особа (2020).

### Клімат
| Клімат : Дойлстаун Тауншип | Клімат : Дойлстаун Тауншип | Клімат : Дойлстаун Тауншип | Клімат : Дойлстаун Тауншип | Клімат : Дойлстаун Тауншип | Клімат : Дойлстаун Тауншип | Клімат : Дойлстаун Тауншип | Клімат : Дойлстаун Тауншип | Клімат : Дойлстаун Тауншип | Клімат : Дойлстаун Тауншип | Клімат : Дойлстаун Тауншип | Клімат : Дойлстаун Тауншип | Клімат : Дойлстаун Тауншип | Клімат : Дойлстаун Тауншип |
| Показник                   | Січ.                       | Лют.                       | Бер.                       | Квіт.                      | Трав.                      | Черв.                      | Лип.                       | Серп.                      | Вер.                       | Жовт.                      | Лист.                      | Груд.                      | Рік                        |
| Абсолютний максимум, °C    | 21,6                       | 25,4                       | 30,6                       | 34,4                       | 34,8                       | 35,4                       | 39,4                       | 37,4                       | 36,3                       | 31,9                       | 27,1                       | 24,0                       | 39,4                       |
| Середній максимум, °C      | 3,9                        | 5,8                        | 10,4                       | 17,1                       | 22,6                       | 27,5                       | 29,8                       | 28,9                       | 25,1                       | 18,7                       | 12,6                       | 6,3                        | 17,4                       |
| Середня температура, °C    | −0,8                       | 0,7                        | 4,9                        | 10,9                       | 16,3                       | 21,4                       | 23,9                       | 23,1                       | 19,0                       | 12,5                       | 7,1                        | 1,6                        | 11,8                       |
| Середній мінімум, °C       | −5,6                       | −4,4                       | −0,6                       | 4,7                        | 9,9                        | 15,3                       | 18,1                       | 17,3                       | 13,0                       | 6,3                        | 1,6                        | −3,1                       | 6,1                        |
| Абсолютний мінімум, °C     | −24,3                      | −20,1                      | −16,4                      | −8,4                       | 0,8                        | 4,9                        | 8,6                        | 5,6                        | 1,6                        | −4,7                       | −11,6                      | −19,1                      | −24,3                      |
| Норма опадів, мм           | 82                         | 67                         | 95                         | 99                         | 110                        | 109                        | 127                        | 103                        | 113                        | 106                        | 92                         | 99                         | 1203                       |
| Вологість повітря, %       | 66.6                       | 63.4                       | 58.8                       | 58.0                       | 62.3                       | 67.4                       | 67.2                       | 70.0                       | 71.5                       | 70.0                       | 68.9                       | 68.8                       | 66.1                       |
| -------------------------- | -------------------------- | -------------------------- | -------------------------- | -------------------------- | -------------------------- | -------------------------- | -------------------------- | -------------------------- | -------------------------- | -------------------------- | -------------------------- | -------------------------- | -------------------------- |
| Джерело: PRISM             |                            |                            |                            |                            |                            |                            |                            |                            |                            |                            |                            |                            |                            |

## Демографія
Згідно з переписом 2010 року, у селищі мешкало 17 565 осіб у 6329 домогосподарствах у складі 4444 родин. Було 6636 помешкань
Расовий склад населення:
| - 94,2 % — білих - 2,3 % — чорних або афроамериканців - 1,4 % — азіатів - 0,2 % — корінних американців - 0,1 % — вихідців з тихоокеанських островів |

До двох чи більше рас належало 1,3 %. Частка іспаномовних становила 2,8 % від усіх жителів.
За віковим діапазоном населення розподілялося таким чином: 21,3 % — особи молодші 18 років, 59,9 % — особи у віці 18—64 років, 18,8 % — особи у віці 65 років та старші. Медіана віку мешканця становила 45,3 року. На 100 осіб жіночої статі у селищі припадало 100,0 чоловіків;  на 100 жінок у віці від 18 років та старших — 98,8 чоловіків також старших 18 років.
Середній дохід на одне домашнє господарство  становив 133 759 доларів США (медіана — 102 077), а середній дохід на одну сім'ю — 161 988 доларів (медіана — 134 861). Медіана доходів становила 94 207 доларів для чоловіків та 50 773 долари для жінок. За межею бідності перебувало 3,5 % осіб, у тому числі 3,2 % дітей у віці до 18 років та 4,2 % осіб у віці 65 років та старших.
Цивільне працевлаштоване населення становило 7989 осіб. Основні галузі зайнятості: освіта, охорона здоров'я та соціальна допомога — 24,0 %, науковці, спеціалісти, менеджери — 13,5 %, виробництво — 11,8 %, фінанси, страхування та нерухомість — 11,7 %.